# Epimeciodes abunda
Epimeciodes abunda là một loài bướm đêm trong họ Noctuidae.